# Alona Bondarenko
Alona Volodymyrivna Bondarenko (ukrainska:Альона Володимирівна Бондаренко), född 13 augusti 1984 i Kryvyj Rih (då i Ukrainska SSR, Sovjetunionen), är en ukrainsk professionell tennisspelare. Hon spelar högerhänt.

## Tenniskarriären
Bondarenko blev professionell spelare 1999. Hon har till juli 2008 vunnit en WTA-titel i singel och tre i dubbel. Hon har också vunnit 5 singel- och 8 dubbeltitlar på ITF-cirkusen. Som bäst rankades hon som nummer 19 i singel (april 2007) och nummer 13 i dubbel (juni 2008).
Bondarenko debuterade som proffs med två finaler på ITF-cirkusen 1999. År 2000 vann hon tillsammans med sin syster Valeria Bondarenko dubbeltiteln i ITF-turneringen i Kędzierzyn-Koźle (Polen). Hon fortsatte de närmaste två säsongerna att uteslutande spela på ITF-cirkusen. Sin första singeltitel där vann hon 2002 i italienska Fontanafredda. 
Säsongen 2003 kvalificerade hon sig för spel på WTA-touren och spelade två turneringar. År 2004 vann hon sina första WTA-matcher. 
Säsongen 2005 nådde hon final i Hyderabad och spelade dessutom 2 kvartsfinaler, med segrar över bland andra Jelena Dokić och Alicia Molik. Under året debuterade hon också i Grand Slam-turneringarna.
I september 2006 vann hon oseedad sin första WTA-titel i singel (Luxemburg), efter att bland annat ha besegrat Mary Pierce i första omgången. I finalen vann hon över italienskan Francesca Schiavone. 
I januari 2008 vann Bondarenko dubbeltiteln i Australiska öppna, tillsammans med sin syster Kateryna Bondarenko. De besegrade i finalen spelarparet Viktoryja Azaranka & Shahar Pe'er med siffrorna 2–6, 6–1, 6–4. 
Bondarenko spelade i det ukrainska Fed Cup-laget 2002 och 2005.

## Spelaren och personen
Alona Bondarenko började redan vid fem års ålder spela tennis för sina föräldrar, som båda är tennistränare (pappan Vladimir och mamman Natalia). Hon har två systrar, Valeria Bondarenko och Kateryna Bondarenko som också är professionella tennisspelare. Alona spelar med dubbelfattad backhand.
Alona talar ukrainska, ryska och engelska.

## Meriter

### Grand Slam-titlar
- Australiska öppna
  - Dubbel - 2008 (med Kateryna Bondarenko)

### WTA- och ITF-titlar
- Singel
  - 2007 - ITF/Kharkov
  - 2006 - Luxemburg, ITF/Orange
  - 2004 - ITF/Bari
  - 2003 - ITF/Zhukovskiy
  - 2002 - ITF/Fontanafredda.
- Dubbel
  - 2008 - Paris (inomhus med Kateryna Bondarenko)
  - 2006 - Istanbul (med Anastasija Yakimova), ITF/Orange (med Kateryna Bondarenko)
  - 2004 - ITF/Orbetello, ITF/Innsbruck, ITF/Batumi (alla med Galina Fokina)
  - 2003 - ITF/Warsaw 2, ITF/Zhukovskiy- (båda med Valeria Bondarenko)
  - 2002 - ITF/Joue-Les-Tours (med Valeria Bondarenko)
  - 2000 - ITF/Kedzierzyn-Kozle (med Valeria Bondarenko).